# Beyond the Realms of Death
Beyond The Realms of Death är en powerballad av det brittiska heavy metal-bandet Judas Priest och utgavs för första gången på studioalbumet Stained Class från 1978. Detta anses vara en av sångaren Rob Halfords främsta insatser. Låten förekommer även på livealbumen Priest, Live and Rare, '98 Live Meltdown, Live in London, A Touch of Evil: Live och Live Insurrection.

## Handling
Sången handlar om en man som lider av depression. Med tiden sjunker han in i en pseudo-katatoniskt depression, vilken utåt ger honom ett komaliknande tillstånd; fysiskt är han i det närmaste orörlig, medan hans tankevärld är fullt fungerande. Till slut dör han – förmodligen genom självmord.
En strof ur låten lyder:
| ” | He's had enough He couldn't take anymore He found a place in his mind And slammed the door | „ |

## Musiker
- Rob Halford – sång
- K.K. Downing – gitarr
- Glenn Tipton – gitarr
- Ian Hill – elbas
- Les Binks – trummor